# Marcus Norris
Marcus Anthony Norris (Jackson, 20 agosto 1974) è un ex cestista statunitense con cittadinanza croata.

## Palmarès
- Campionati portoghesi: 3

Portugal Telecom: 2000-01, 2001-02, 2002-03
Benfica: 2011-2012
- Campionato ucraino: 1

B.K. Kiev: 2004-2005
- Coppa di Portogallo: 2

Portugal Telecom: 2001, 2002